# 국군춘천병원
국군춘천병원(國軍春川病院, Chuncheon Army Hospital, 별명: 춘천병원)은 대한민국 강원특별자치도 춘천시에 있는 국군병원이다.

## 연혁
- 1953년 11월 21일: 제101야전병원 창설
- 1984년 9월 1일: 국군춘천병원으로 개칭, 국군의무사령부 예속, 2군단 사령부 배속
- 1996년 11월 25일: 강원도 춘천시 샘밭으로 이동

## 진료 과목
내과, 정신건강의학과, 외과, 정형외과, 신경외과, 마취통증의학과, 산부인과, 안과, 이비인후과, 피부과, 비뇨기과, 영상의학과, 응급의학과, 구강악안면외과, 치과보철과, 소아치과, 치과보존과

## 사건사고
- 2013년 10월 4일 생활관에서 후임병사가 선임병사를 흉기로 살해하였다. 후임병사는 당직 장교의 투항 명령을 듣지 않다 당직 장교의 제압사격을 받고 중상을 입었다.[2]